# Louis Eppolito
Louis John Eppolito (* 22. Juli 1948 in Brooklyn, New York City; † 3. November 2019 in Tucson, Arizona) war ein US-amerikanischer Polizist des New York Police Department (NYPD). Er war als Gelegenheitsschauspieler über eine Bekanntschaft mit dem Schauspieler Joe Pesci in mehreren Filmen aktiv. 2006 wurde er zusammen mit seinem Kollegen Stephen Caracappa unter anderem wegen Labor-Racketeering, Erpressung, Drogenhandels, illegalem Glücksspiel und achtfachem Mord im Auftrag der US-amerikanischen Mafia zu lebenslanger Haft verurteilt.

## Leben
Louis Eppolito war der Sohn von Ralph Eppolito, einem Mitglied der Gambino-Familie. Dessen Bruder James Eppolito und sein Sohn James Eppolito Jr. waren ebenfalls Vollmitglieder der Mafia. Sie gehörten der Crew um den Caporegime Anthony „Nino“ Gaggi (Gambino-Familie) an und wurden später von Roy DeMeo ermordet.  Als er sich 1969 bei der New Yorker Polizei bewarb, machte Eppolito falsche Angaben hinsichtlich seiner Verwandtschaft zu Mafia-Mitgliedern.
Er brachte es zum Detective und wurde verdächtigt, Berichte an Rosario Gambino, eine entfernte Verwandte von Carlo Gambino, und Paul Castellano 1983 weitergeleitet zu haben. Von diesem Verdacht wurde er jedoch freigesprochen. In den späten 1990ern wurde er pensioniert und schrieb das Buch  Mafia Cop: The Story of an Honest Cop Whose Family Was the Mob, in welchem er sich selbst als einen anständigen Polizisten darstellt, der der Versuchung, mit der Mafia zusammenzuarbeiten, widerstand.

### Arbeit für den Mob
1985 wurden Behörden darauf aufmerksam, dass Eppolito und Caracappa für die Mafia New Yorks arbeiteten.
Anthony „Gaspipe“ Casso, Underboss der Lucchese-Familie, sagte 1994 als Pentito gegen seine ehemalige Familie aus. 1994 gab er zu, dass er und sein Boss Vittorio „Vic“ Amuso  Eppolito und Caracappa 375.000 US-Dollar seit 1985 für Auftragsmorde gezahlt hätten. 1986 hätten diese James Hydell entführt und im Auftrage Cassos und Amusos brutal ermordet. Sie ermordeten ebenfalls den Informanten Bruno Facciolo und stopften ihm einen Kanarienvogel in den Mund, als eine Warnung an andere „Singvögel“.
Als der Boss der Genovese-Familie Vincent „Chin“ Gigante John Gotti ermorden lassen wollte, wurden ebenfalls Eppolito und Caracappa von Casso angeheuert. Beide ermordeten zunächst den Gambino-Capo Edward „Eddie“ Lino im Auftrage Gigantes.
Caracappa und Eppolito setzten sich Mitte der 1990er in Las Vegas zur Ruhe. 1993 soll Frank Lastorino an sie herangetreten sein, mit der Bitte, den Gambino-Boss John „Junior“ Gotti und Nicholas „Little Nick“ Corozzo zu ermorden. Dies wurde jedoch nie in die Tat umgesetzt.

### Verurteilung
2005 wurden Eppolito und Caracappa festgenommen und unter anderem wegen der Morde an James Hydell, Nicholas Guido, John „Otto“ Heidel, John Doe, Anthony DiLapi, Bruno Facciolo, Edward Lino und Bartholomew Boriello angeklagt und am 5. Juni zu lebenslanger Haft verurteilt.
Am 6. März 2009 folgte eine weitere Verurteilung Eppolitos zu lebenslanger Haft plus 100 Jahre und Caracappa wurde zu lebenslanger Haft plus 80 Jahre verurteilt. Beide wurden zu einer Strafe von 4 Millionen US-Dollar verurteilt.
Diese Urteile wurden 2012 noch einmal vor einem Berufungsgericht bestätigt. Seit April 2012 saß Eppolito im Hochsicherheitsgefängnis von United States Penitentiary, Tucson in Tucson, Arizona ein.
Er starb am 3. November 2019 in einem Krankenhaus in Tucson im Alter von 71 Jahren.

## Filmografie
- 1990: Goodfellas
- 1990: Im Vorhof der Hölle
- 1990: Predator 2
- 1990: Street Hunter
- 1991: Company Business
- 1991: Switch – Die Frau im Manne
- 1992: Jack Ruby – Im Netz der Mafia
- 1993: Escort Service – Lieferung frei Haus
- 1994: Bullets Over Broadway
- 1994: Handgun – Hetzjagd durch New York
- 1997: Lost Highway
- 1998: Black Scarface
- 2000: Körper und Geist
- 2005: Luckey Quarter

## Drehbuch
- 2002: Turn of Faith